# Солоний Лиман (заказник)
Соло́ний Лима́н — ландшафтний заказник загальнодержавного значення. Розташований у межах Новомосковського району Дніпропетровської області, на північний захід від села Новотроїцьке. 
Площа 341 га. Створений у 1980 році. 
Створений для охорони природи однойменного озера з острівцями та прилеглими ділянками в долині річки Самари. Площа і глибина озера значно змінюються протягом року, влітку воно подекуди пересихає. Вода солонувата. 
Флора заказника належить до солончакового та приморського типу. На берегах озера росте ряд рідкісних представників цих типів — галофітів. 
Також територія заказника є місцем гніздування багатьох видів водоплавних та водно-болотних птахів, у тому числі рідкісних. Серед них — шилохвіст, широконіска, зуйок малий, зуйок морський, крячок, чоботар, дерихвіст степовий, журавель сірий, а також ходуличник (занесений до Червоної книги України). Під час сезонних міграцій на озері відпочивають перелітні птахи: качка, гуска сіра, лебідь-шипун тощо.

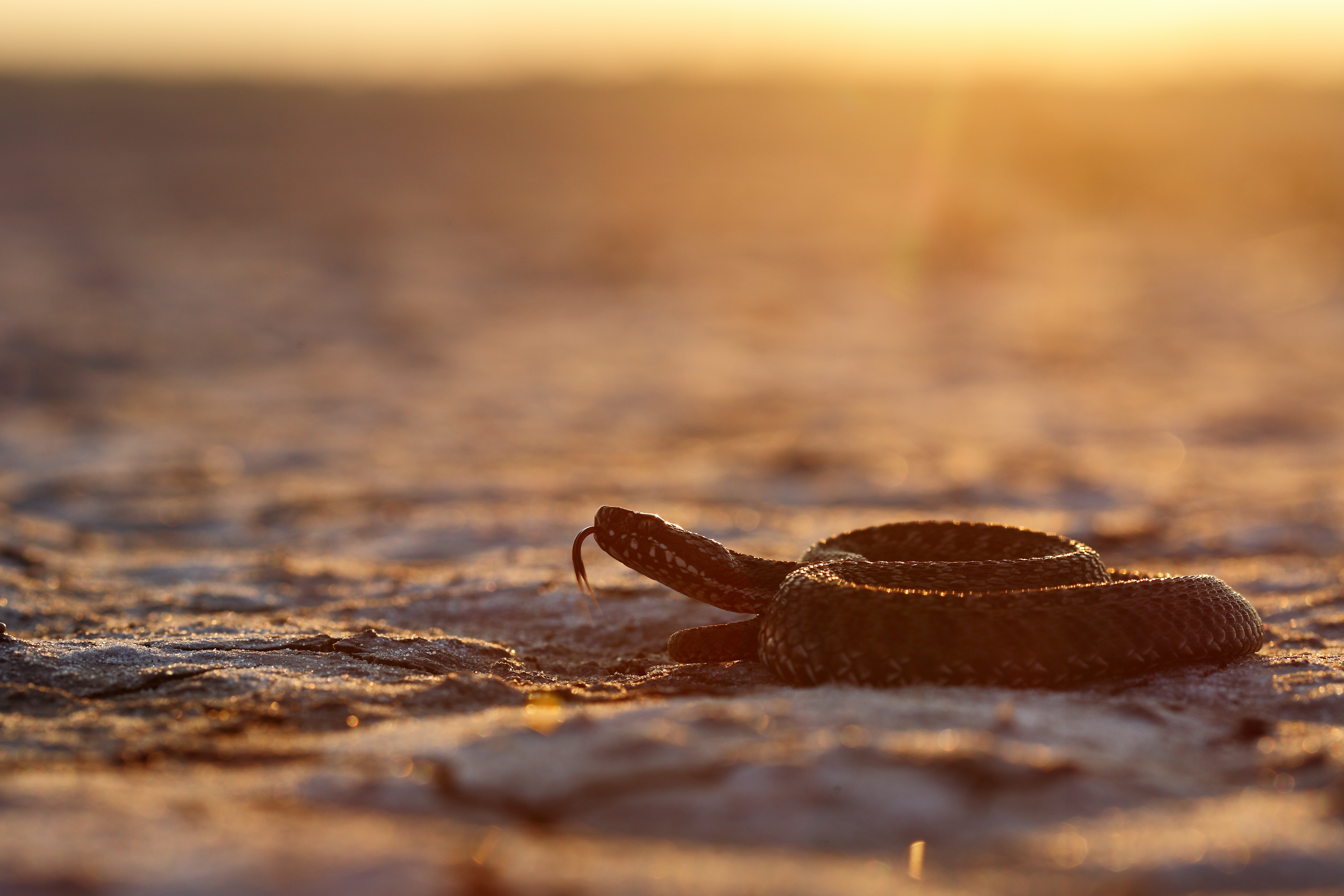
Гадюка на Солоному Лимані
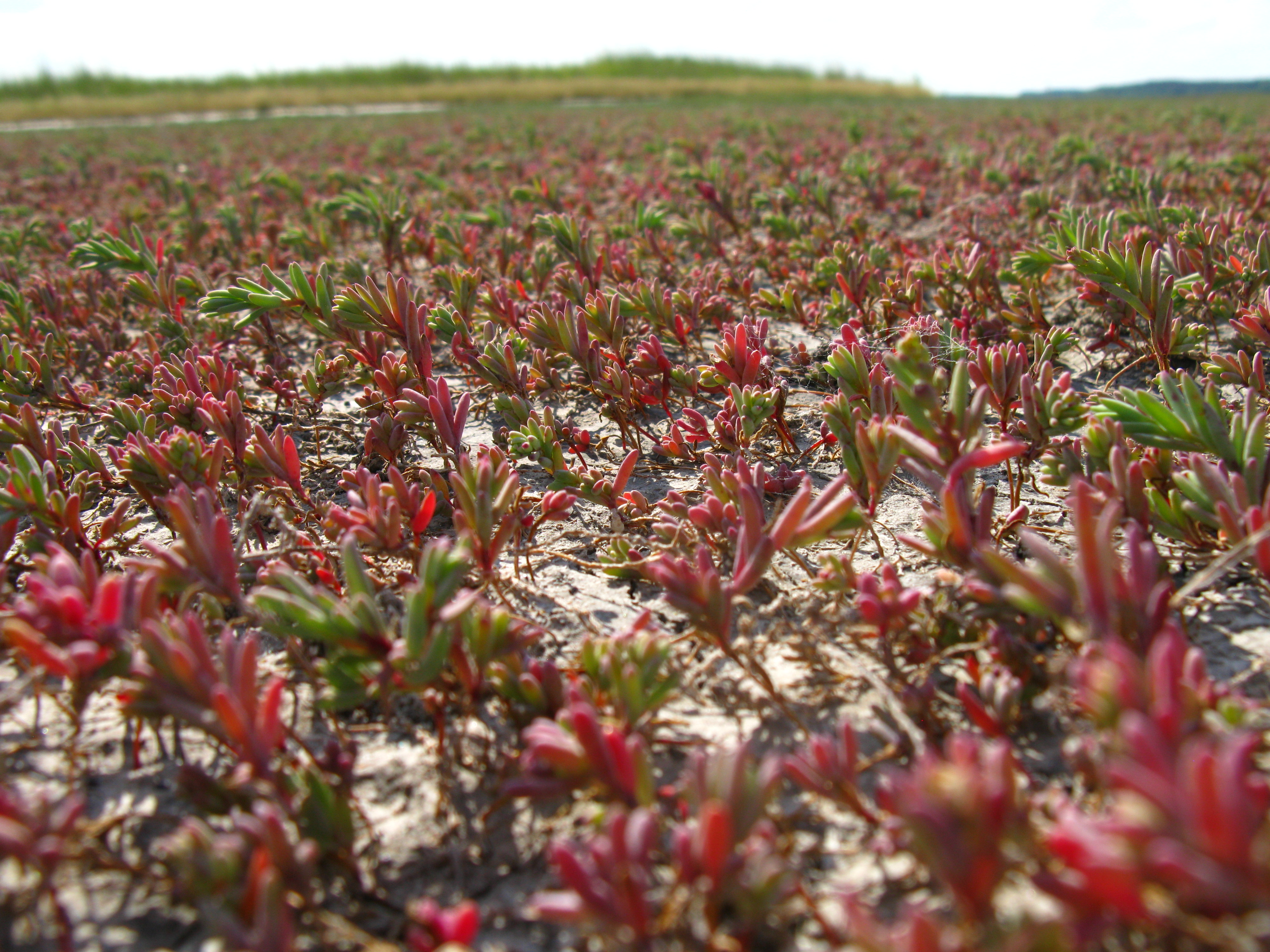
Солерос на лимані
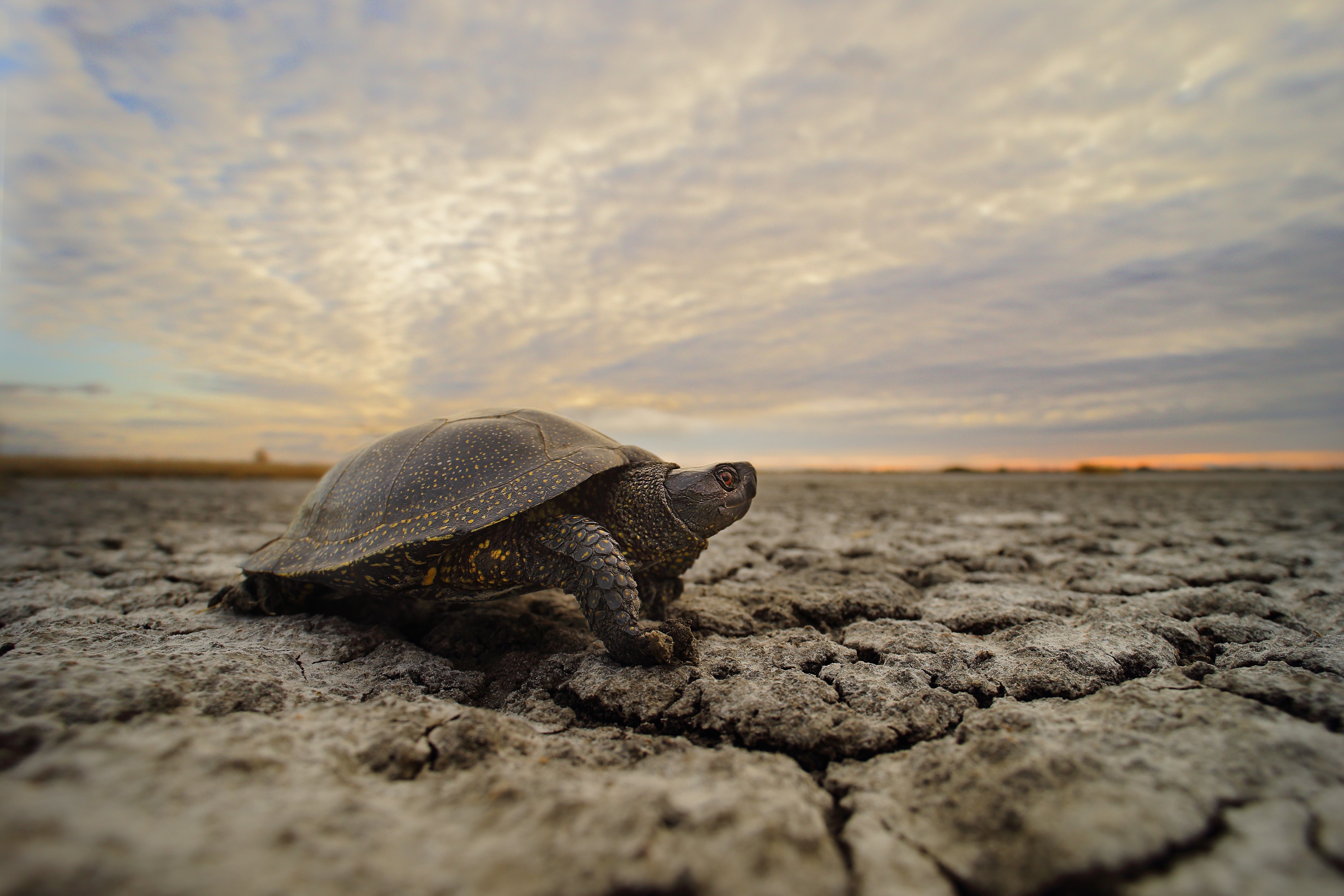
Болотна черепаха на пересохлому озері
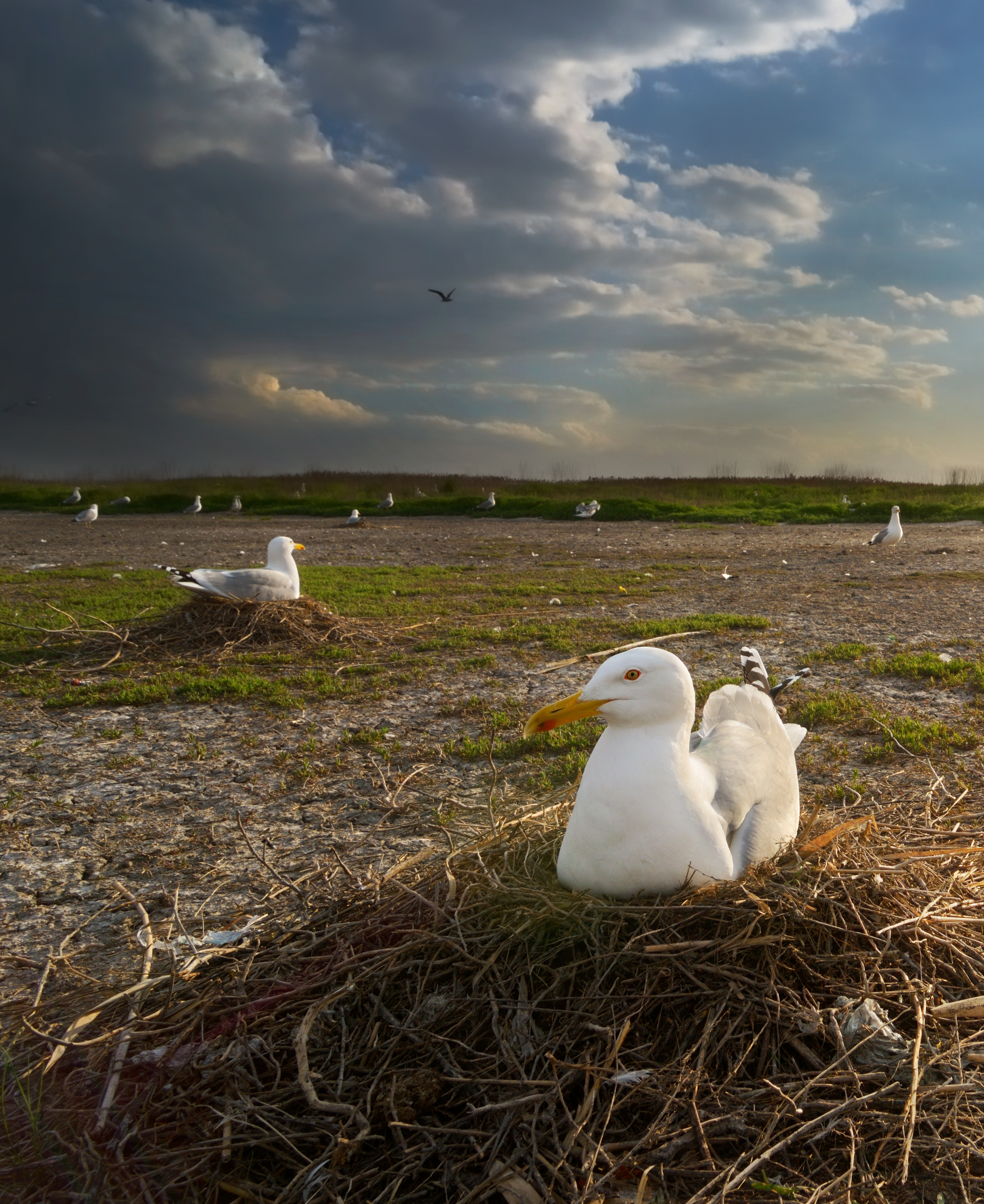
Мартини на озері